# James Challis
Pour les articles homonymes, voir Challis.
James Challis (12 décembre 1803-3 décembre 1882) est un astronome et membre du clergé britannique. Il naît à Braintree dans l'Essex et meurt à Cambridge.

## Biographie
Challis est professeur plumien d'astronomie et de philosophie expérimentale et directeur de l'observatoire de Cambridge pendant 46 ans, de 1836 à sa mort. James Challis est devenu membre de la Royal Society le 9 juin 1848.
En 1846, John Herschel réussi à la persuader de se joindre à la recherche de la huitième planète du système solaire. Le mathématicien John Couch Adams avait prédit la position d'une planète alors inconnue pour expliquer certaines irrégularités de l'orbite d'Uranus. Adams échoue à promouvoir ses idées et il n'y avait que peu d'enthousiasme pour effectuer une recherche systématique basé sur ses calculs jusqu'à l'intervention d'Herschel. Challis commence ses recherches, quelque peu à contrecœur, en juillet 1846, ignorant que le mathématicien français Urbain Le Verrier avait fait la même prédiction indépendamment des travaux d'Adams. L'astronome allemand Johann Gottfried Galle confirme finalement les calculs de Le Verrier le premier le 23 septembre. La planète est nommée Neptune. Il apparaît assez rapidement dans les notes de Challis qu'il avait observé Neptune deux fois le mois précédent, échouant toutefois à l'identifier correctement comme l'objet recherché.
Le projet de calcul distribué (distributed.net), au départ projet de l'université de Cambridge, est nommé en l'honneur de Challis, ainsi qu'un cratère lunaire.